# Hermann Goerke

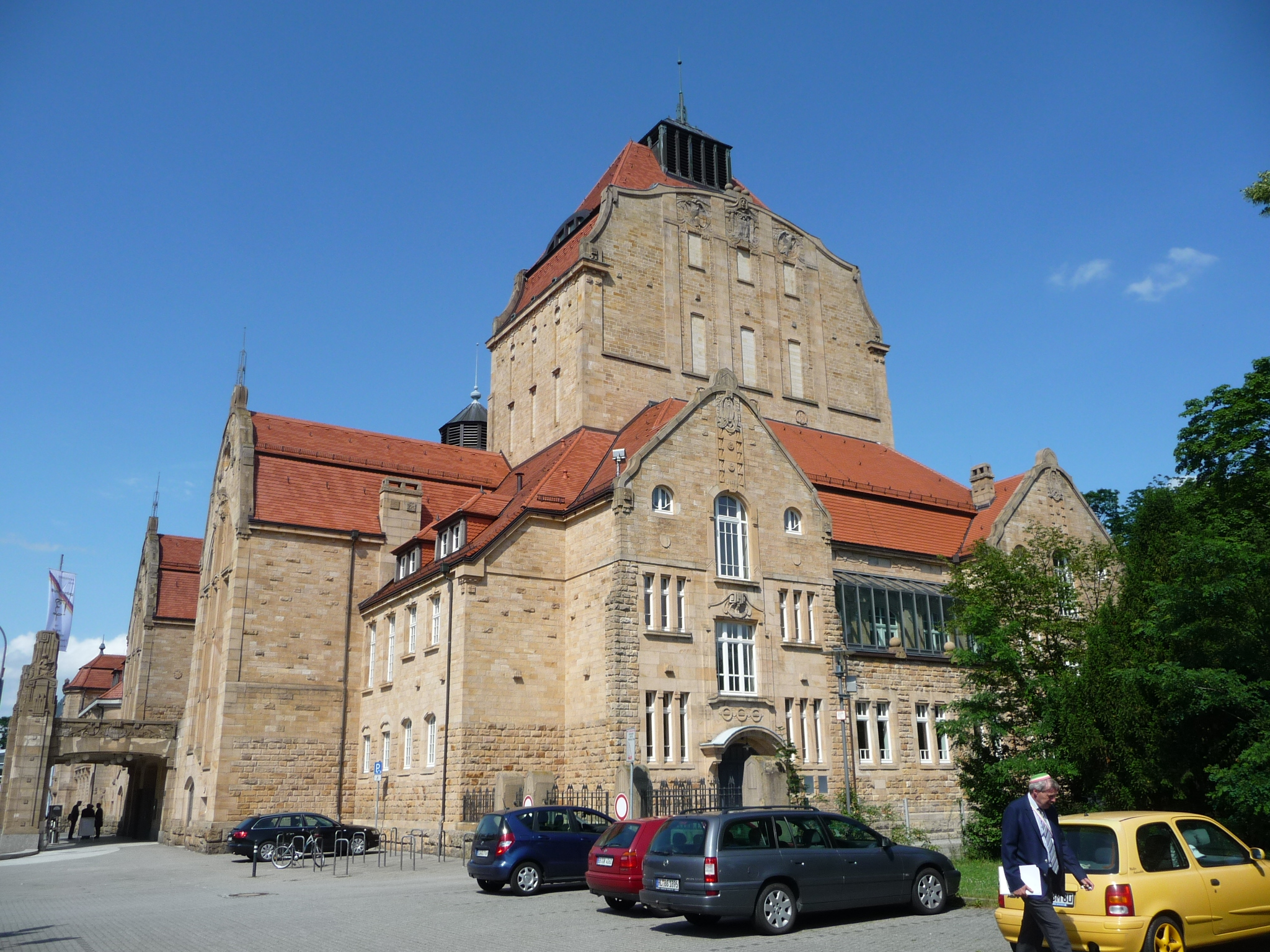
Festhalle Landau

Hermann Goerke (* 14. März 1860 Elbing; † 13. April 1943 in Düsseldorf) war ein deutscher Architekt.

## Leben und Bauten
Goerke war ein Autodidakt, der ab 1905 seine Architekturentwürfe für Mietshäuser und Villen auf Ausstellungen in Berlin und Düsseldorf präsentierte und auch architektonische Reiseskizzen aus Deutschland zeigte. Er war jedoch schon früher als Architekt tätig. So arbeitete er noch vor der Jahrhundertwende als Assistent des Stadtbaumeisters Wilhelm Schech in Landau in der Pfalz. Zu ihren gemeinsamen Arbeiten gehört die 1895/1896 erbaute Knabenschule, der heutige Altbau der Pestalozzischule. 1895 wurde das Haus Marienring 20 in Landau nach Plänen Goerkes errichtet.
Von 1902 bis 1904 war Goerke Mitarbeiter des Düsseldorfer Architekten Ernst Roeting und dabei z. B. am Entwurf des Wohnhauses für Julius Grillo beteiligt. In Düsseldorf schloss Goerke sich dem Künstlerverein Malkasten an.
Goerke beteiligte sich 1905 mit einem Entwurf am Architekturwettbewerb für die Festhalle in Landau; sein Entwurf gewann keinen der ausgelobten Preise, wurde aber angekauft und bis 1907 ausgeführt.
Am Sedanstag 1910 wurde sein ebenfalls vom Jugendstil geprägter Bismarckturm in Landau eingeweiht; er ersetzte eine Konstruktion, die im Jahr 1909 eingestürzt war. Der Autor Kai Buchholz sieht im Bismarckturm bereits eine Hinwendung vom Jugendstil zur Formensprache des Kubismus und Neoklassizismus, die sich auch in weiteren späten Arbeiten Goerkes wie den Sport-Unterkunftshallen des Kaiser-Wilhelm-Parks (1912) in Düsseldorf äußert.
Um 1910 entwarf Goerke ein Wohnhaus mit Atelier, Ausstellungsraum und Einliegerwohnung für den Bildhauer Adolf Bernd in Kaiserslautern.
1921 wurden das Ehrenfeld und das Ehrenmal für die 1595 als Soldaten im Ersten Weltkrieg gefallenen Düsseldorfer Männer auf dem Düsseldorfer Nordfriedhof eingeweiht. Goerke entwarf die Anlage zusammen mit dem Bildhauer Hermann Nolte. Goerke und Nolte hatten mit ihren Entwürfen in einem Wettbewerb gewonnen, der bereits im Jahr 1915 ausgelobt worden war. Sie waren dann aufgefordert worden, gemeinschaftlich einen zweiten Entwurf anzufertigen, was im Jahr 1916 geschah. 1917 begann man mit der Errichtung der Anlage, für die vor allem Muschelkalk verwendet wurde, doch zog sich die Fertigstellung aufgrund finanzieller Schwierigkeiten bis in die Nachkriegszeit hinein.